# SN 2001go
SN 2001go – supernowa typu Ia odkryta 15 kwietnia 2001 roku w galaktyce A140200+0500. W momencie odkrycia miała maksymalną jasność 23,70m.